# Мытник печальный
Мытник печальный (лат. Pedicularis tristis) — вид двудольных растений рода Мытник (Pedicularis) семейства Заразиховые (Orobanchaceae). Таксономическое название опубликовано шведским ботаником Карлом Линнеем в 1753 году.

## Распространение, описание
Встречается в Центральной Азии, России (западная и центральная Сибирь, Дальний Восток), Монголии и Китае (провинции Ганьсу, Шаньси). Типовой экземпляр собран в Сибири.
Паразитическое многолетнее растение с тонким мочковатым корневищем. Стебель опушённый, высотой 10—40 см. Соцветие — венчик жёлтого цвета.
Число хромосом — 2n=16.

## Значение
Выращивается как декоративное растение.

## Замечания по охране
Редкий вид. Включён в Красные книги Камчатского края, Кемеровской области и Чукотского автономного округа (Россия).